# سینمای برزیل
سینمای برزیل (انگلیسی: Cinema of Brazil) به صنعت سینما در این کشور، جشنواره‌های سینمایی، تولید مشترک با کمپانی‌های خارجی، فیلم‌های واقع شده در این سرزمین و به
بدنه و اهالی سینمای آن اشاره دارد. به سبب پیشینه فرهنگی، هنری و ادبی در برزیل، سینما نیز به عنوان هنری جدید بسیار زود در این کشور جای خود را باز کرد.
بین سال‌های ۱۹۴۰ تا ۱۹۸۰ صنعت سینما در برزیل فراز و فرودهای فراوانی را باتوجه به اوضاع و تحولات سیاسی و همچنین مسائل مالی پشت سر گذاشته‌است. با این همه برزیل در حال حاضر در بین کشورهای آمریکای لاتین و آمریکای جنوبی، پیشرفته‌ترین صنعت سینما را در اختیار دارد و سینمای مکزیک و سینمای آرژانتین با فاصله در رتبه‌های بعدی قرار دارند. در سال ۲۰۱۱ با افزایش ۱۳ درصدی گیشه سینماها فروش حدود ۸۰۰ میلیون دلاری (نمایش فیلم خارجی تولیدات بومی) در سینماهای برزیل، نوید روزهای خوشی را برای اعتلای هرچه بیشتر این سینما نوید داد. از این مبلغ فروش بیش از ۱۲ درصد سهم سینمای برزیل و تولیدات بومی آن بود.

## پیشینه و پیشگامان
چند ماه بعد از اینکه برادران لومیر این هنر و صنعت را در سال ۱۸۹۵ معرفی کردند، در ۸ ژوئیه ۱۸۹۶ سینما در برزیل در بندر ریو دو ژانیرو در طی یک نمایشگاه جهانی عرضه شد. به دنبال آن اولین سالن سینما در برزیل توسط یک ایتالیایی به نام آفونسو سگرتو در ۳۱ ژوئیه ۱۸۹۷ با نام ریو مد در ریو دو ژانیرو تأسیس گردید. با رونق این سالن سینما از ۱۹۰۸ به بعد این شهر به مرکزی برای نمایش فیلم درآمد.
پیشینه قوی تئاتر و هنرهای نمایشی و رقص در برزیل باعث شد بسیاری از هنرمندان این عرصه به سینما نیز ورود پیدا کنند. از مهم‌ترین این بازیگران، نام کارمن میراندا از بقیه بلندآوازه‌تر است. از ابتدای دهه دوم قرن ۲۰ تا ۱۵ سال پس از آن فیلمسازان ایتالیایی، آلمانی و انگلیسی در سینمای این کشور فعالیت داشتند و در طی این مدت بیش از ۲۰ استودیوی کوچک و بزرگ فیلمسازی در برزیل تأسیس شده بود. با اینهمه نه تنها هنوز از ساخت فیلم ملی و سینمای بومی خبری نبود بلکه حضور بازیگران بومی نیز در این فیلم‌ها بسیار کمرنگ شده بود.
اولین بار در ابتدای دهه ۳۰ اقداماتی برای ساخت اولین فیلم بومی در برزیل صورت گرفت که نهایتاً در سال ۱۹۳۵ به بار نشست. در این سال آدیمار گونزاگا که باشیوه کار سینمای هالیوود آشنا شده بود به عنوان اولین کارگردان برزیلی در ساخت فیلم‌هایش از بازیگران بومی استفاده کرد.
یکی دوسال قبل از شروع جنگ جهانی دوم سینمای برزیل دچار افول و سپس بحران می‌شود. فیلم‌های تولید شده بی‌کیفیت و تکراری بود و به دلیل نبود بودجه حداقل، کم‌کم ساخت فیلم در سال به ۱۰ عدد هم نمی‌رسید. بی‌توجهی به منابع ادبی بومی و عدم استفاده از نوشته‌های نویسندگان سرشناس آن دوره مانند وزه لینس دوریگو، ژورژه آمادو، ادی دیاس د اکروز، اریکو وریسیمو، ریبه ئیروکوتو یکی از دلایلی بود که باعث شد سینمای برزیل به یک صنعت تجاری بسیار بی‌کیفیت تبدیل شود. اگرچه در همین سال‌ها چندین استودیوی بزرگ در برزیل تأسیس می‌شود. استودیو Atlântida Cinematográfica در ریودژانیرو در ۱۸ ژوئیه ۱۹۴۱ و استودیو Companhia Cinematográfica Vera Cruz در سائوپائولو در ۱۲ ژوئن ۱۹۴۹ افتتاح شدند. در ۱۹۵۰ تعداد سینماهای برزیل به به حدود ۵۰۰ سالن سینما می‌رسد که بیش از ۲۵۰ سالن فقط در ریو ساخته شده بود.

## موج نوی سینمای برزیل

خدا و شیطان در سرزمین خورشید

متأثر از نهضت نئورئالیسم سینمایی در ایتالیا به سبب تعدد کارگردانان ایتالیایی در برزیل و همچنین به تبع فراگیری خبری موج نوی سینمای انگستان، از اواسط دهه ۵۰ زیربنای موج نوی سینمای برزیل موسوم به سینما نوو شکل می‌گیرد. در همین هنگام استودیو وراکروز تا پیش از بسته‌شدن در اواخر دهه ۶۰ شریک تجاری برخی از بزرگ‌ترین کمپانی هالیوودی می‌شود و همین امر سبب‌ساز اکران اروپایی و جهانی آثار برزیلی می‌گردد. از مهم‌ترین فیلم‌های این دوره باید از اوکانگیسرو اثر لیما باره‌تو محصول ۱۹۵۳ نام برد.
نهضت سینمای برزیل یا موج نوی سینمای برزیل در دهه ۶۰ بیشتر جان می‌گیرد. ظهور فیلمسازان جوانی مانند گلوبر روشا، نلسون پریرا دوس سانتوش و روی گوئرا حرکت روبه رشدی را در این نهضت نوید می‌دهد.
از ۱۹۶۲ تا ۱۹۷۴مضمون این نهضت و آنچه فیلمسازان پیشروی موج نوی سینمای برزیل در دهه ۶۰ ابراز می‌کردند مخالفت با استبداد و هرگونه دیکتاتوری برای ثبت یک موضوع سینمایی بود.
در این سالها سینمای برزیل در عرضه فیلم‌های هنری نیز اعتبار بدست آورد و برای اولین بار آثار سینمای برزیل در جشنواره‌های معتبری مانند جشنواره کن و جشنواره برلین جوایز مهمی بدست آوردند. از مهم‌ترین آثار این دوره فیلم‌هایی مانند زندگی بی‌ثمر (انگلیسی: Barren Lives) (پرتغالی: Vidas secas) ساخته نلسون پریرا دوس سانتوش، اسلحه‌ها (انگلیسی: The Guns) (پرتغالی: Os Fuzis) ساخته روی گوئرا، خدا و شیطان در سرزمین خورشید (انگلیسی: Black God, White Devil) (پرتغالی: Deus e o Diabo na Terra do Sol) ساخته گلوبر روشا قابل اشاره‌اند. از ۱۹۷۸ موج نوی سینمای برزیل به افول نزدیک می‌شود و دوباره ساخت فیلم‌های تجاری برای اکران در سینماهای متعدد این کشور شدت می‌گیرد.

## سینمای مدرن برزیل
از ۱۹۷۸ تا اواسط دهه ۹۰ سینمای برزیل غرق در تولید فیلم‌های تجاری کم‌اهمیت است. از میانه دهه ۹۰ معرفی کارگردانان مستعدی مانند فرناندو میرلس و والتر سالس در بدنه سینمای برزیل راهگشاست.
والتر سالس با ساخت درام اجتماعی ایسنگاه مرکزی و نمایش آن در کن ۱۹۹۸ خود را تثبیت کرد. روندی که با کارگردانی خاطرات موتور سیکلت محصول ۲۰۰۴ و درجاده محصول ۲۰۱۲ ادامه یافت.
فرناندو میرلس نیز با فیلم شهرخدا محصول ۲۰۰۲ خود را تثبیت کرد. او کوری را نیز در سال ۲۰۰۸ ساخت.

## فیلم‌هایی که تمام یا بخشی از آن در برزیل فیلمبرداری شدند
- کوری ساخته فرناندو میرلس ۲۰۰۸الورادا
- امانوئل ۴

کوری ساخته فرناندو میرلس ۲۰۰۸

- ایندیانا جونز و قلمرو جمجمه بلورین
- بوسه زن عنکبوتی
- به جنگل خوش آمدید
- بی‌مصرف‌ها
- پواکوساتسی
- سریع و خشمگین ۵
- سریع و خشمگین ۶
- شهر خدا
- کاپیتان آمریکا: جنگ داخلی
- کبرا ورده
- کوری
- مأموریت
- مکانیک: رستاخیز
- میامی وایس
- نمک زمین
- وازانته
- هالک شگفت‌انگیز

## جشنواره‌های سینمایی

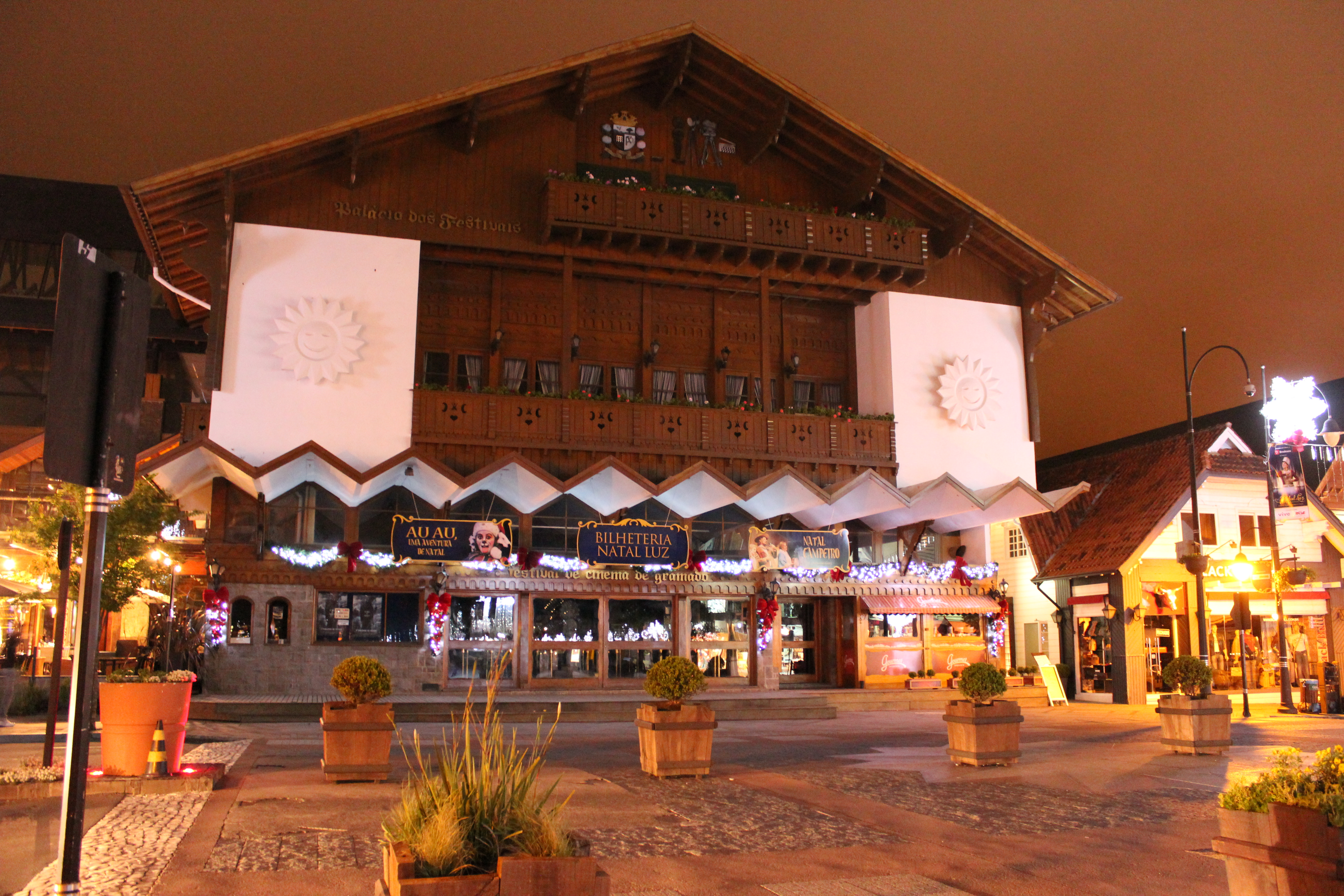
جشنواره فیلم گرامادو ۲۱ اکتبر ۲۰۰۶

در برزیل جشنواره‌های سینمایی بزرگ و کوچک فراوان است اما مهم‌ترین فستیوال سینمایی این کشور جشنواره بین‌المللی فیلم سائوپائولو است. این جشنواره در سال ۱۹۷۷ شکل گرفته‌است. جشنواره بین‌المللی فیلم سائو پائولو (انگلیسی: São Paulo International Film Festival) (پرتغالی: Mostra Internacional de São Paulo) که به صورت بین‌المللی با نام موسترا (به انگلیسی: Mostra) شناخته می‌شود یک جشنواره فیلم سالیانه است که در شهر سائو پائولو برزیل برگزار می‌گردد. این جشنواره رویدادی غیرانتفاعی است. ایالت و شهر سائوپائولو اکتبر را ماه رسمی این جشنواره تعیین کرده‌اند.
دیگر جشنواره مهم سینمایی در این کشور جشنواره بین‌المللی دو ریو است. جشنواره دو ریو با نام کامل جشنواره بین‌المللی فیلم ریودوژانیرو (به پرتغالی برزیل: Festival do Rio) حاصل ادغام چند جشنواره فیلم شامل جشنواره فیلم ریو (Rio Cine Festival) و (Mostra Banco Nacional de Cinema) در سال ۱۹۹۹ بود.
جشنواره فیلم گرامادو (پرتغالی: Festival de Gramado) دیگر جشنواره بین‌المللی فیلم است که هر سال در گرامادو برزیل برگزار می‌شود. این جشنواره از سال ۱۹۷۳ شروع به کار کرده‌است.
برزیل جایزه سینمایی نیز دارد. جایزه بزرگ سینمای برزیل توسط وزارت فرهنگ برزیل در سال ۲۰۰۰ پاگرفت و از سال ۲۰۰۲ کلیه وظایف و بودجه این رویداد به فرهنگستان فیلم برزیل سپرده شد.

## آمار و ارقام
در حال حاضر بیش از ۲۶۰۰ سالن سینما در برزیل وجود دارد. تولید سالیانه سینمای برزیل ۵۷ فیلم بلند، ۴۰ فیلم مستند، و ۲ فیلم انیمیشن می‌باشد. جمعیت سینماروی این کشور نیز سالیانه ۱۵۱ میلیون نفر گزارش شده‌است.